# 聖帕布羅灣
38°04′N 122°23′W / 38.067°N 122.383°W
聖帕布羅灣（英語：San Pablo Bay）是美國加州中部的一個河口灣，毗鄰舊金山灣。其水深淺，但在灣的中間有一條深水通道，因此能讓航運通往加州首府沙加緬度、史塔克頓等地。
其水源主要來自上游由沙加緬度河與聖華金河所匯聚而成的色遜灣，下游接續舊金山灣，並從金門大橋處出海至東太平洋。沙加緬度河與聖華金河的流域則涵蓋加州中部的中央谷地。此外也吸納納帕河與索諾馬溪等河川的水源。聖帕布羅灣的跨徑約10 mi（16 km），面積則約90 sq mi（230 km2）。附近盛产海虾。
在聖帕布羅灣與舊金山灣之間有兩個突出的半島，以作為兩個灣的界線。東側的半島是里奇蒙，西側的半島是聖拉斐爾。

## 外部連結

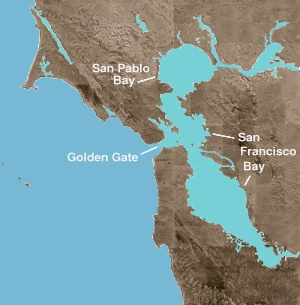
聖帕布羅灣與相鄰的舊金山灣

- （英文）USGS: Sediment Changes in San Pablo Bay （页面存档备份，存于）
- （英文）Gorp: San Pablo Bay National Wildlife Refuge
- （英文）City of San Pablo: History of the Bay